# Френк Дарабонт
Френк Дарабонт (англ. Frank Darabont, народ. 28 січня 1959) — американський кінорежисер, сценарист та продюсер. Тричі номінований на «Оскар». Відомий своїми екранізаціями романів Стівена Кінга.

## Ранні роки життя
Народився 28 січня 1959 року в таборі для політичних біженців у Монбельяр, Франція. Батьки були змушені рятуватися з Угорщини під час кривавого подавлення Радянською армією угорської національно-демократичної революції 1956. Коли Дарабонт був ще немовлям, його сім'я іммігрувала до США, оселившись у Чикаго, а потім переїхала до Лос-Анджелеса, коли Дарабонту було п'ять років.
В юності Дарабонт надихнувся на кар'єру в кіно після перегляду фільму Джорджа Лукаса «THX 1138». У 1977 році закінчив Голлівудську середню школу. Його першою роботою після закінчення школи була робота у Єгипетському театрі Граумана в Голлівуді.

## Кар'єра
У 1981 році Френк Дарабонт зустрівся на знімальному майданчику фільму «Пекельна ніч» з Чаком Расселлом, і з цієї зустрічі почалася їх багаторічна плідна співпраця.
Вони створили сценарії для третьої картини «Кошмар на вулиці В'язів» і рімейка класичного «фільму жахів» 1950-х років «Крапля». Крім того, Френк Дарабонт також брав участь у створенні фантастичної стрічки «Муха 2».
У «великому кіно» режисер тріумфально дебютував у 1994 році тюремною драмою «Втеча з Шоушенка», тепло зустрінута як глядачами, так і критиками і відзначена сімома номінаціями на премії «Оскар», в тому числі і як «найкращий фільм».
Проте ще раніше Френк Дарабонт встиг з успіхом попрацювати на телебаченні — його режисерським дебютом став телевізійний трилер «Поховані живцем» (1990) з Тімом Матісон і Дженніфер Джейсон Лі у головних ролях, а до того, в 1983 році, він зняв короткометражну стрічку за оповіданням Стівена Кінга «Жінка в кімнаті».
Дарабонт також брав участь у створенні телефільмів «Біг Чорної Кішки», писав сценарії для епізодів популярних серіалів «Хроніки молодого Індіани Джонса» та «Байки зі склепу».
У 1999 році на екрани вийшов новий фільм Френка Дарабонта — поставлена за романом Стівена Кінга драма «Зелена миля». Головні ролі в ній зіграли Том Генкс, Девід Морс та Майкл Кларк Дункан.
Надалі Дарабонт виступив режисером ще двох картин — мелодрами «Мажестік» (2001) і черговій екранізації роману Стівена Кінга «Імла» (2007). 31 жовтня 2010 стартував телевізійний проєкт Дарабонта — телесеріал «Ходячі мерці».

## Фільмографія

### Фільми
| Рік  | Назва                                | Режисер | Сценарист | Продюсер   | Примітка               |
| ---- | ------------------------------------ | ------- | --------- | ---------- | ---------------------- |
| 1983 | Жінка в кімнаті                      | Так     | Так       | Ні         | Короткометражний фільм |
| 1987 | Кошмар на вулиці В'язів 3: Воїни сну | Ні      | Так       | Ні         |                        |
| 1988 | Крапля                               | Ні      | Так       | Ні         |                        |
| 1989 | Муха 2                               | Ні      | Так       | Ні         |                        |
| 1990 | Похований живцем                     | Так     | Ні        | Ні         | Телефільм              |
| 1994 | Втеча з Шоушенка                     | Так     | Так       | Ні         |                        |
| 1994 | Франкенштейн Мері Шеллі              | Ні      | Так       | Ні         |                        |
| 1999 | Зелена миля                          | Так     | Так       | Так        |                        |
| 2001 | Мажестік                             | Так     | Ні        | Так        |                        |
| 2002 | Море Солтона                         | Ні      | Ні        | Так        |                        |
| 2004 | Співучасник                          | Ні      | Ні        | Виконавчий |                        |
| 2007 | Імла                                 | Так     | Так       | Так        |                        |

Редактор сценарію
- Фанат[7] (1996)
- Стирач[7] (1996)
- Врятувати рядового Раяна[7] (1998)
- Співучасник (2004)
- Ґодзілла (2014)

### Серіали
| Рік         | Назва                           | Шоуранер | Режисер                                               | Сценарист                                             | Продюсер |
| ----------- | ------------------------------- | -------- | ----------------------------------------------------- | ----------------------------------------------------- | --- |
| 1990 — 1992 | Байки зі склепу                 | Ні       | Ні                                                    | style="background: #bbffb0; text-align:center" \| Так | Ні |
| 1996 — 1999 | Хроніки молодого Індіани Джонса | Ні       | Ні                                                    | style="background: #bbffb0; text-align:center" \| Так | Ні |
| 2007        | Детектив Рейнс                  | Ні       | style="background: #bbffb0; text-align:center" \| Так | Ні                                                    | style="background: #bbffb0; text-align:center" \| Так                                                                        |
| 2007        | Щит                             | Ні       | style="background: #bbffb0; text-align:center" \| Так | Ні                                                    | Ні |
| 2010 — 2011 | Ходячі мерці                    | Так      | style="background: #bbffb0; text-align:center" \| Так | style="background: #bbffb0; text-align:center" \| Так | style="background: #ffffdd; color: black; vertical-align: middle; text-align: center; " class="yes2 table-yes2"\| Виконавчий |
| 2013        | Mob City                        | Так      | style="background: #bbffb0; text-align:center" \| Так | style="background: #bbffb0; text-align:center" \| Так | style="background: #ffffdd; color: black; vertical-align: middle; text-align: center; " class="yes2 table-yes2"\| Виконавчий |